# Гринделвалд
Грѝнделвалд (на немски: Grindelwald) е град в Швейцария. Разположен е в живописния кантон Берн. Влиза в състава на окръг Интерлакен. Надморска височина 1034 m. Зимен курорт, разположен на около 12 km североизточно от ски-центъра Венген. Има жп гара. Изходен пункт за изкачване към върховете Айгер, Ветерхорн, Шрекхорн, Мьонх и Юнгфрау. Населението му е 3802 души от преброяването на 31 декември 2018 г.

## Личности
Родени
- Кристиан Алмер (1826 – 1898), швейцарски планински водач

Починали
- Хеди Шлунегер (1923 – 2003), швейцарска скиорка, олимпийска шампионка